# Isabelle Anguelovski
Isabelle Anguelovski (Francia, 1978) es una ecóloga política francesa experta en planificación medioambiental y urbana.

## Biografía
Doctorada en urbanismo por el Instituto Tecnológico de Massachusetts (MIT), cursó también estudios superiores en las universidades de Harvard, la Sorbona y Sciences Po. Ha trabajado para varias Organizaciones No Gubernamentales Internacionales para el desarrollo y es fundadora de la Red de Ecología Política (POLLEN).
Establecida en Barcelona desde 2011, es investigadora de la Institución Catalana de Investigación y Estudios Avanzados (ICREA) de la Generalidad de Cataluña y directora del Barcelona Lab for Urban Environmental Justice and Sustainability (BCNUEJ), vinculado al Instituto de Ciencia y Tecnologías Ambientales (ICTA–Universidad Autónoma de Barcelona), donde lidera un equipo interdisciplinar de investigación pionero en cuestiones de justicia medioambiental urbana. Es también investigadora asociada en el Instituto Hospital del Mar de Investigaciones Médicas (IMIM).
Sus investigaciones se sitúan en la intersección entre la planificación urbana, la desigualdad social y los estudios sobre el desarrollo, desde donde estudia modos de construir ciudades más saludables, socioeconómicamente justas y ecológicamente sostenibles. En su trabajo de campo ha estudiado las dinámicas de barrios marginales de varias ciudades de Europa, América, Sudáfrica y el Sudeste Asiático. En 2016 recibió 1,5 millones de euros del Consejo de Investigación de la Unión Europea para estudiar cómo las mejoras urbanísticas en las grandes ciudades benefician a sus habitantes.

## Obra
Es autora de Neighborhood as Refuge: Community Reconstruction, Place-Remaking, and Environmental Justice in the City (MIT Press, 2014) y coautora de Addressing the Land Claims of Indigenous Peoples (MIT, 2008), entre muchos otros estudios y artículos.

## Premios y reconocimientos
2013 Premio Nacional de Investigación al Talento Joven de la Generalidad de Cataluña en 2013